# Judicat d'Agugliastra

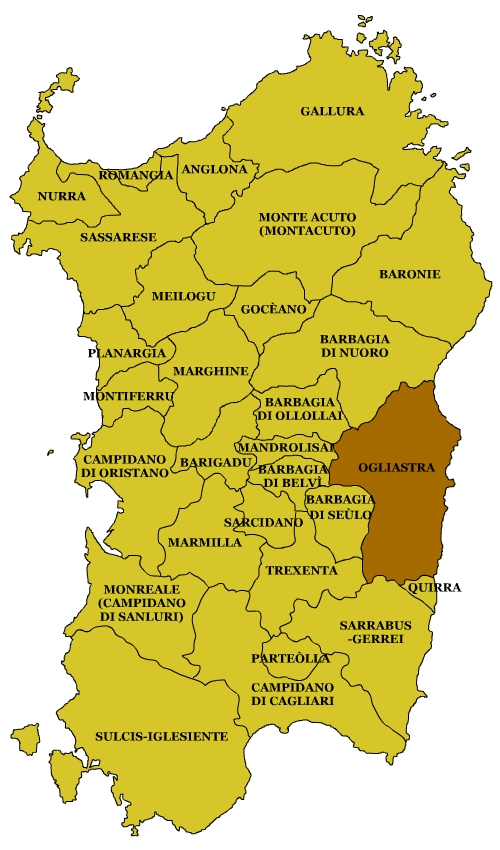
Agugliastra

Les Judicats de Sardaigne

Le judicat de Agugliastra ou Ogliastra était un petit judicat qui a existé pendant une courte durée en Sardaigne au cours du Xe siècle et XIe siècle. Il était situé à l'est de l'île, au sud de la Gallura, de l'Arborée et au nord de Cagliari le long de la mer Tyrrhénienne. Sa capitale était Ogliastra.

## Histoire
Pendant une période le judicat était sous l'autorité de la famille pisane Sismondi devenus «  juges d'Agugliastra ».
Agugliastra a été rapidement annexé par celui de Cagliari  (1257-1258) quand le Juge Giovanni Visconti de Gallura s'en empare  ne laissant que quatre Judicats en Sardaigne.